# Copa América 1946
De Copa América 1946 (eigenlijk Zuid-Amerikaans voetbalkampioenschap 1946, want de naam Copa América wordt pas vanaf 1975 gedragen) was een toernooi gehouden in Buenos Aires, Argentinië van 12 januari tot 10 februari 1946.
De deelnemende landen waren Argentinië, Brazilië, Bolivia, Chili, Paraguay en Uruguay.
Colombia, Ecuador en Peru trokken zich terug.

## Deelnemende landen
| Land               | Aantal deelnames | Huidig aantal deelnames op rij | Vorige deelname |
| ------------------ | ---------------- | ------------------------------ | --------------- |
| Argentinië (g) (t) | 18de             | 4                              | 1945            |
| Bolivia            | 4de              | 2                              | 1945            |
| Brazilië           | 13de             | 3                              | 1945            |
| Chili              | 14de             | 7                              | 1945            |
| Paraguay           | 11de             | 1                              | 1942            |
| Uruguay            | 18de             | 10                             | 1945            |

- (g) = gastland
- (t) = titelverdediger

## Speelsteden
| Buenos Aires                                  | · Buenos Aires Avellaneda Speellocaties |
| Estadio Gasómetro de Boedo Capaciteit: 75.000 | · Buenos Aires Avellaneda Speellocaties |
|                                               | · Buenos Aires Avellaneda Speellocaties |
| Buenos Aires                                  | · Buenos Aires Avellaneda Speellocaties |
| Estadio Monumental Capaciteit: 67.664         | · Buenos Aires Avellaneda Speellocaties |
|                                               | · Buenos Aires Avellaneda Speellocaties |
| Avellaneda                                    | · Buenos Aires Avellaneda Speellocaties |
| Estadio Independiente Capaciteit: 57.858      | · Buenos Aires Avellaneda Speellocaties |

## Scheidsrechters
De organisatie nodigde in totaal 5 scheidsrechters uit voor 15 duels. Tussen haakjes staat het aantal gefloten duels tijdens de Copa América 1946.

## Eindstand
| Land       | Wed | Win | Gel | Ver | DV | DT | +/− | Pnt |
| ---------- | --- | --- | --- | --- | -- | -- | --- | --- |
| Argentinië | 5   | 5   | 0   | 0   | 17 | 3  | +14 | 10  |
| Brazilië   | 5   | 3   | 1   | 1   | 13 | 7  | +6  | 7   |
| Paraguay   | 5   | 2   | 1   | 2   | 8  | 8  | 0   | 6   |
| Uruguay    | 5   | 2   | 0   | 3   | 11 | 9  | +2  | 4   |
| Chili      | 5   | 2   | 0   | 3   | 8  | 11 | −3  | 4   |
| Bolivia    | 5   | 0   | 0   | 5   | 4  | 23 | −19 | 0   |

## Wedstrijden
Elk land speelde één keer tegen elk ander land. De puntenverdeling was als volgt:
- Twee punten voor winst
- Eén punt voor gelijkspel
- Nul punten voor verlies

|                                    |                           |       |          |                                                               |
| 12 januari 1946 «onderlinge duels» | Argentinië                | 2 – 0 | Paraguay | Estadio Monumental, Buenos Aires Scheidsrechter: Mário Vianna |
| 12 januari 1946 «onderlinge duels» | De la Mata 6' Martino 43' |       |          | Estadio Monumental, Buenos Aires Scheidsrechter: Mário Vianna |

|                                    |                             |       |         |                                                                        |
| 16 januari 1946 «onderlinge duels» | Brazilië                    | 3 – 0 | Bolivia | Gasómetro de Boedo, Buenos Aires Scheidsrechter: José Bartolomé Macías |
| 16 januari 1946 «onderlinge duels» | Heleno 47', 78' Zizinho 65' |       |         | Gasómetro de Boedo, Buenos Aires Scheidsrechter: José Bartolomé Macías |

|                                    |            |       |       |                                                               |
| 16 januari 1946 «onderlinge duels» | Uruguay    | 1 – 0 | Chili | Gasómetro de Boedo, Buenos Aires Scheidsrechter: Mário Vianna |
| 16 januari 1946 «onderlinge duels» | Medina 34' |       |       | Gasómetro de Boedo, Buenos Aires Scheidsrechter: Mário Vianna |

|                                    |                         |       |           |                                                                  |
| 19 januari 1946 «onderlinge duels» | Chili                   | 2 – 1 | Paraguay  | Gasómetro de Boedo, Buenos Aires Scheidsrechter: Nobel Valentini |
| 19 januari 1946 «onderlinge duels» | Araya 48' Cremaschi 68' |       | Rolón 14' | Gasómetro de Boedo, Buenos Aires Scheidsrechter: Nobel Valentini |

|                                    |                                                               |       |            |                                                                 |
| 19 januari 1946 «onderlinge duels» | Argentinië                                                    | 7 – 1 | Bolivia    | Gasómetro de Boedo, Buenos Aires Scheidsrechter: Higinio Madrid |
| 19 januari 1946 «onderlinge duels» | Labruna 34', 89' Méndez 39', 60' Salvini 75', 84' Loustau 79' |       | Peredo 67' | Gasómetro de Boedo, Buenos Aires Scheidsrechter: Higinio Madrid |

|                                    |                                   |       |                             |                                                                     |
| 23 januari 1946 «onderlinge duels» | Brazilië                          | 4 – 3 | Uruguay                     | Gasómetro de Boedo, Buenos Aires Scheidsrechter: Cayetano de Nicola |
| 23 januari 1946 «onderlinge duels» | Jair 1', 16' Heleno 39' Chico 44' |       | Medina 25', 70' Vázquez 37' | Gasómetro de Boedo, Buenos Aires Scheidsrechter: Cayetano de Nicola |

|                                    |                                                 |       |                                 |                                                                        |
| 26 januari 1946 «onderlinge duels» | Paraguay                                        | 4 – 2 | Bolivia                         | Estadio Monumental, Buenos Aires Scheidsrechter: José Bartolomé Macías |
| 26 januari 1946 «onderlinge duels» | Genés 30' Benítez Cáceres 44' Villalba 67', 88' |       | Coronel 20' (e.d.) González 42' | Estadio Monumental, Buenos Aires Scheidsrechter: José Bartolomé Macías |

|                                    |                                |       |               |                                                                  |
| 26 januari 1946 «onderlinge duels» | Argentinië                     | 3 – 1 | Chili         | Estadio Monumental, Buenos Aires Scheidsrechter: Nobel Valentini |
| 26 januari 1946 «onderlinge duels» | Labruna 39', 60' Pedernera 65' |       | Alcántara 85' | Estadio Monumental, Buenos Aires Scheidsrechter: Nobel Valentini |

|                                    |                                     |       |         |                                                                  |
| 29 januari 1946 «onderlinge duels» | Uruguay                             | 5 – 0 | Bolivia | Estadio Independiente, Avellaneda Scheidsrechter: Higinio Madrid |
| 29 januari 1946 «onderlinge duels» | Medina 1', 25', 30', 78' García 75' |       |         | Estadio Independiente, Avellaneda Scheidsrechter: Higinio Madrid |

|                                    |             |       |              |                                                                         |
| 29 januari 1946 «onderlinge duels» | Brazilië    | 1 – 1 | Paraguay     | Estadio Independiente, Avellaneda Scheidsrechter: José Bartolomé Macías |
| 29 januari 1946 «onderlinge duels» | Norival 63' |       | Villalba 31' | Estadio Independiente, Avellaneda Scheidsrechter: José Bartolomé Macías |

|                                    |                                     |       |              |                                                               |
| 2 februari 1946 «onderlinge duels» | Argentinië                          | 3 – 1 | Uruguay      | Gasómetro de Boedo, Buenos Aires Scheidsrechter: Mário Vianna |
| 2 februari 1946 «onderlinge duels» | Pedernera 8' Labruna 46' Méndez 72' |       | Riephoff 59' | Gasómetro de Boedo, Buenos Aires Scheidsrechter: Mário Vianna |

|                                    |                                     |       |                    |                                                                  |
| 2 februari 1946 «onderlinge duels» | Brazilië                            | 5 – 1 | Chili              | Gasómetro de Boedo, Buenos Aires Scheidsrechter: Nobel Valentini |
| 2 februari 1946 «onderlinge duels» | Zizinho 4', 41', 46', 71' Chico 89' |       | Salfate 84' (pen.) | Gasómetro de Boedo, Buenos Aires Scheidsrechter: Nobel Valentini |

|                                    |                                  |       |            |                                                                        |
| 8 februari 1946 «onderlinge duels» | Chili                            | 4 – 1 | Bolivia    | Gasómetro de Boedo, Buenos Aires Scheidsrechter: José Bartolomé Macías |
| 8 februari 1946 «onderlinge duels» | Araya 9', 39' Cremaschi 49', 78' |       | Peredo 50' | Gasómetro de Boedo, Buenos Aires Scheidsrechter: José Bartolomé Macías |

|                                    |                            |       |                |                                                               |
| 8 februari 1946 «onderlinge duels» | Paraguay                   | 2 – 1 | Uruguay        | Gasómetro de Boedo, Buenos Aires Scheidsrechter: Mário Vianna |
| 8 februari 1946 «onderlinge duels» | Villalba 37' Rodríguez 75' |       | Schiaffino 57' | Gasómetro de Boedo, Buenos Aires Scheidsrechter: Mário Vianna |

|                                     |                 |       |          |                                                                  |
| 10 februari 1946 «onderlinge duels» | Argentinië      | 2 – 0 | Brazilië | Estadio Monumental, Buenos Aires Scheidsrechter: Nobel Valentini |
| 10 februari 1946 «onderlinge duels» | Méndez 14', 20' |       |          | Estadio Monumental, Buenos Aires Scheidsrechter: Nobel Valentini |

|                       |
| Vlag van Argentinië   |
| ARGENTINIË 8ste titel |

## Doelpuntenmakers
7 doelpunten
- Medina

5 doelpunten
- Labruna
- Méndez
- Zizinho

4 doelpunten
- Villalba

3 doelpunten
- Heleno
- Araya
- Cremaschi

2 doelpunten
- Pedernera
- Salvini

- Peredo
- Chico

- Jair

1 doelpunt
- De la Mata
- Loustau
- Martino
- González
- Norival

- Alcántara
- Salfate
- Benítez Cáceres
- Genés
- Rodríguez

- Rolón
- José García
- Vázquez
- Riephoff
- Schiaffino

Eigen doelpunt
- Coronel (Tegen Bolivia)

1916 · 
1917 · 
1919 · 
1920 · 
1921 · 
1922 · 
1923 · 
1924 · 
1925 · 
1926 · 
1927 · 
1929 · 
1935 · 
1937 · 
1939 · 
1941 · 
1942 · 
1945 · 
1946 · 
1947 · 
1949 · 
1953 · 
1955 · 
1956 · 
1957 · 
1959 · 
1959 · 
1963 · 
1967 · 
1975 · 
1979 · 
1983 · 
1987 · 
1989 · 
1991 · 
1993 · 
1995 · 
1997 · 
1999 · 
2001 · 
2004 · 
2007 · 
2011 · 
2015 · 
2016 ·
2019 ·
2021 ·
2024